# Celita Schutz
Celita Valerie Schutz (ur. 17 lutego 1968) – amerykańska judoczka. Trzykrotna olimpijka. Zajęła dwudzieste miejsce w Atlancie 1996; dziewiąte w Sydney 2000 i odpadła w eliminacjach w Atenach 2004. Walczyła w wadze półśredniej i średniej.
Piąta na mistrzostwach świata w 1999; uczestniczka zawodów w 1997. Startowała w Pucharze Świata w latach 1995–2000 i 2004. Wicemistrzyni igrzysk panamerykańskich w 1999. Brązowa medalistka mistrzostw panamerykańskich w 1998 roku.

## Letnie Igrzyska Olimpijskie 1996
| Konkurencja | Rundy eliminacyjne       | Klas. końcowa |
| Konkurencja | 1/32                     | Miejsce       |
| ----------- | ------------------------ | ------------- |
| 61 kg       | Xiomara Griffith (VEN) P | 20.           |

## Letnie Igrzyska Olimpijskie 2000
| Konkurencja | Rundy eliminacyjne       | Rundy eliminacyjne  | Rundy eliminacyjne           | Repasaże               | Klas. końcowa |
| Konkurencja | 1/32                     | 1/16                | 1/4                          | Przeciwnik I           | Miejsce       |
| ----------- | ------------------------ | ------------------- | ---------------------------- | ---------------------- | ------------- |
| 63 kg       | Eszter Csizmadia (HUN) Z | Keiko Maeda (JPN) Z | Séverine Vandenhende (FRA) P | Jung Sung-sook (KOR) P | 9.            |

## Letnie Igrzyska Olimpijskie 2004
| Konkurencja | Rundy eliminacyjne | Repasaże           | Klas. końcowa |
| Konkurencja | 1/32               | Przeciwnik I       | Miejsce       |
| ----------- | ------------------ | ------------------ | ------------- |
| 70 kg       | Masae Ueno (JPN) P | Raša Sraka (SLO) P | II runda      |